# Louis R. Chênevert
Louis R. Chênevert (* 1958) ist ein kanadischer Manager.

## Leben
Chênevert war Vorsitzender und von April 2008 bis Dezember 2014 CEO von United Technologies Corporation. Er wurde am 9. April 2006 als Nachfolger von George David gewählt. Davor war Chênevert Chief Operating Officer bei UTC. Bei Pratt & Whitney Canada war er 6 Jahre, bei General Motors 14 Jahre. Studiert hat Chênevert an der Université de Montréal.
Louis R. Chênevert zählt seit mehreren Jahren zu den 200 höchstdotierten CEOs in den USA.
Chênevert ist Gründungsmitglied und Direktor der Stiftung United States Friends of HEC Montréal und Vorsitzender des internationalen Beirats der HEC Montréal. Er ist außerdem Vorsitzender des Beirats des Yale Cancer Center.